# Pascual Piles Ferrando
Pascual Piles Ferrando (Benifaió, País Valencià, 8 de setembre de 1944 - Saragossa, l'Aragó, 28 de desembre de 2021), fou un religiós valencià i membre de l'Orde Hospitalari de Sant Joan de Déu.
Estava llicenciat en Filosofia, Teologia i Psicologia a la Universitat Pontificia de Salamanca. Es va formar també en Infermeria a l'escola de Sant Joan de Déu de Barcelona. Va entrar l'orde l'any 1966. El 1994 va ser escollit superior general de l'Orde i va exercir el càrrec fins al 2006. Va ser formador de germans durant nou anys i provincial de la província d’Aragó durant 13 anys (2007-2014). El 2014 va ser rellevat com a superior provincial pel germà José Luis Fonseca. També va exercir com a primer conseller general durant sis anys.
El 2016 va rebre el premi "Ciutat de Benifaió 2016" pel seu treball com a religiós en l'orde.